# Aisha (poétesse)
Pour les articles homonymes, voir Aisha (homonymie).
ʿĀʾisha bint ʾAḥmad al-Qurṭubiyya, morte en 1009 à Cordoue en Espagne, aussi appelée Aysha ou al-Qurtubiyya, est une poète andalouse du Xe siècle durant le règne d'Almanzor et de ses fils. Elle est active à Cordoue, capitale du Califat de Cordoue.

## Biographie
ʿĀʾisha est probablement née à Cordoue. Elle est connue de son temps en tant que poétesse et calligraphe andalouse. On dispose peu d'informations sur sa vie. Elle est la fille de Ibn Hazm. D'autres sources affirment qu'elle est une princesse de Cordoue, fille de Àḥmad b. Muḥammad b. Qādim b. ZiyāD et nièce du physicien et poète Abū ʿAbdallāh b. Qādim Au-Ṭabīb. Elle reste célibataire toute sa vie. Elle meurt au début de la Guerre civile en al-Andalus en 1009.
Elle est louée pour ses connaissances en littérature et poésie et son éloquence. Elle a pour habitude de copier de sa main le Qurʾān (maṣāḥif) et livres séculaires (dafātir). Elle montre un grand intérêt pour la science. Elle possède une bibliothèque.

## Poésie
Les poèmes d'Aisha font partie de la littérature médiévale mauresque. Sa poésie est célèbre par sa vitalité, son originalité et son audace. Ses poèmes sont fréquemment lus et loués dans l'Académie royale de Cordoue[Quoi ?]. Un de ses plus fameux écrit est un poème dans lequel elle rejette une proposition de mariage d'un poète.
Ses travaux comprennent également des panégyriques pour des dirigeants contemporains. Un exemple préservé est un panégyrique pour au-Muẓaffar b. Abī ʿĀmir (r. 1002–8 CE).

## Postérité
- Aisha fait partie de la liste des personnes musulmanes notables de l'édition spéciale de 2002 de Saudi Aramco World[2].

- Aisha est une figure citée dans l’œuvre The Dinner Party de Judy Chicago, achevée en 1979[5].